# Испанские танцы (Сарасате)
«Испа́нские та́нцы» (нем. Spanische Tänze) — собрание пьес для скрипки с фортепиано испанского (баскского) скрипача-виртуоза и композитора Пабло де Сарасате в четырёх тетрадях. Они помечены номерами сочинений (opus) 21, 22, 23 и 26 и включают в себя по две пьесы каждая. Были опубликованы издательством Зимрока соответственно в 1878, 1879, 1880 и 1882 годах. Первая тетрадь вышла с посвящением крупнейшему немецкому скрипачу того времени Йозефу Иоахиму. «Испанские танцы» имели большой успех, который сохранился за ними и поныне: они являются самым известным сочинением Сарасате для скрипки с фортепиано.

## Состав сборника
| «Испанские танцы», тетрадь I, соч. 21 (опубл. 1878). № 1. Малагенья (Malagueña) D-dur. № 2. Хабанера (Habanera) d-moll. «Испанские танцы», тетрадь II, соч. 22 (опубл. 1879). № 3. Андалузский романс (Romanza Andaluza) C-dur. № 4. Наваррская хота (Jota Navarra) D-dur. | «Испанские танцы», тетрадь III, соч. 23 (опубл. 1880). № 5. Плайера (Playera) d-moll. № 6. Сапатеадо (Zapateado) A-dur. «Испанские танцы», тетрадь IV, соч. 26 (опубл. 1882). № 7 [Вито] a-moll. № 8. [Хабанера] a-moll. |

## Общая характеристика
Хотя последующие свои произведения композитор к этому собранию не относил, издатели часто печатали их с подзаголовком «испанский танец» или, наоборот, с общим заголовком «Испанские танцы», что позволяло, очевидно, добиться бо́льших продаж. Эта хитрость отчасти была оправдана: множество произведений Сарасате действительно близки по духу к «Испанским танцам». И наоборот: ни № 3, ни тем более № 7 из этого собрания не являются танцами, это песни.
Пьесы сгруппированы по две в тетради: медленная и быстрая, первая служит своеобразной «прелюдией» ко второй (обычная практика для того времени). К этому добавляется противопоставление мажора и минора. В первой тетради взяты одноимённые тональности (Ре мажор и ре минор). Во второй тетради это противопоставление только имитируется: вступление к хоте написано в тональности минорной доминанты (ля минор), которая одновременно является параллельной к тональности романса (До мажор). В третьей тетради лады меняются местами: первая пьеса написана в миноре, вторая — в мажоре. Примечательно, что плайера заканчивается протяжной доминантой (ля), которая оказывается затем тоникой сапатеадо. «Перевёрнутая» последовательность ладов сохраняется и в четвёртой тетради, обе пьесы которой написаны в ля миноре, однако во внешних частях хабанеры преобладает До мажор (средняя часть вся написана в Ре мажоре), а минорная главная тема дуэта, обработанного Сарасате, воспринимается скорее как вступление (это привело к ошибке в изданиях, где хабанера, поскольку названий у пьес из четвёртой тетради не было, обозначена как танец в До мажоре).
Несмотря на связь между пьесами в отдельных тетрадях, строго продуманного цикла нет. Порядок тетрадей носит произвольный характер, и они действительно могли бы быть дополнены ещё несколькими сочинениями такого же характера (в общем-то, уже четвёртая тетрадь является дополнением к первым трём: она вышла несколько позже, без названий танцев, в ней снова появляется хабанера — это повторение было бы нежелательным, если бы издание было объединено единой идеей). «Испанские танцы» Сарасате нельзя назвать предшественниками ни одноимённого сборника Энрике Гранадоса, ни «Иберии» Исаака Альбениса (первый появится через десять лет, вторая — почти через тридцать). Все пьесы Сарасате, однако, рисуют Испанию с разных сторон. Одни из них происходят из народной культуры, другие являются переложением песен и номеров из сарсуэл современных Сарасате испанских композиторов.

## Записи
Существуют записи двух «Испанских танцев», сделанные самим Сарасате: первой хабанеры (№ 2) и сапатеадо (№ 6). Впоследствии «Испанские танцы» (целиком или отдельными пьесами) записывались большинством ведущих скрипачей XX века.

### Ноты
- «Испанские танцы», соч. 21 (Тетрадь I) Пабло де Сарасате: ноты произведения на International Music Score Library Project
- «Испанские танцы», соч. 22 (Тетрадь II) Пабло де Сарасате: ноты произведения на International Music Score Library Project
- «Испанские танцы», соч. 23 (Тетрадь III) Пабло де Сарасате: ноты произведения на International Music Score Library Project
- «Испанские танцы», соч. 26 (Тетрадь IV) Пабло де Сарасате: ноты произведения на International Music Score Library Project